# Gottlieb Hufeland
Gottlieb Hufeland, född 29 oktober 1760 i Danzig, död 25 februari 1817 i Halle an der Saale, var en tysk jurist.
Hufeland blev 1790 professor i Jena, 1803 i Würzburg, 1806 i Landshut, var 1808–1812 förste borgmästare i Danzig, blev 1812 ånyo professor i Landshut samt 1816 professor i Halle an der Saale. Bland hans många arbeten kan nämnas Lehrbuch des Naturrechts (1790; andra upplagan 1795).